# Carnage (album)
Carnage (psáno velkými písmeny) je studiové album australských hudebníků Nicka Cavea a Warrena Ellise z roku 2021. Ačkoliv jsou oba hudebníci dlouholetými spolupracovníky, je to jejich první společné studiové album (kromě jejich rozsáhlé spolupráce v oblasti filmové hudby). Album bylo nahráno během hromadné karantény v důsledku nákazy virem covid-19. Vyšlo digitálně dne 25. února 2021. Ve formátu CD a jako vinylová LP deska bylo vydáno 28. května 2021 společností Goliath Records.

## Seznam skladeb
Všechny skladby napsal(i) Nick Cave a Warren Ellis. 
| Pořadí         | Název            | Délka |
| -------------- | ---------------- | ----- |
| 1.             | Hand of God      | 5:17  |
| 2.             | Old Time         | 5:16  |
| 3.             | Carnage          | 4:47  |
| 4.             | White Elephant   | 6:08  |
| 5.             | Albuquerque      | 3:57  |
| 6.             | Lavender Fields  | 4:34  |
| 7.             | Shattered Ground | 5:35  |
| 8.             | Balcony Man      | 4:30  |
| Celková délka: | Celková délka:   | 40:04 |

## Obsazení
- Nick Cave – zpěv, doprovodné vokály, perkuse, klavír, syntezátor, aranžmá
- Warren Ellis – doprovodné vokály, autoharfa, bicí automat, altová flétna, zvonkohra, tenorová kytara, harmonium, smyčky, klavír, syntezátor, viola, housle, aranžmá
- Eloisa-Fleur Thom – housle
- Alessandro Ruisi – housle
- Luba Tunnicliffe – viola
- Max Ruisi – violoncello
- Hannah Cooke – sbor
- Nicholas Madden – sbor
- Amy Carson – sbor
- Timothy Dickinson – sbor
- Sarah Dacey – sbor
- Esmeralda Conde Ruiz – dirigentka sboru
- Thomas Wydler – bicí
- Luis Almau – bicí, akustická kytara, aranžmá